# 巴西聯合銀行

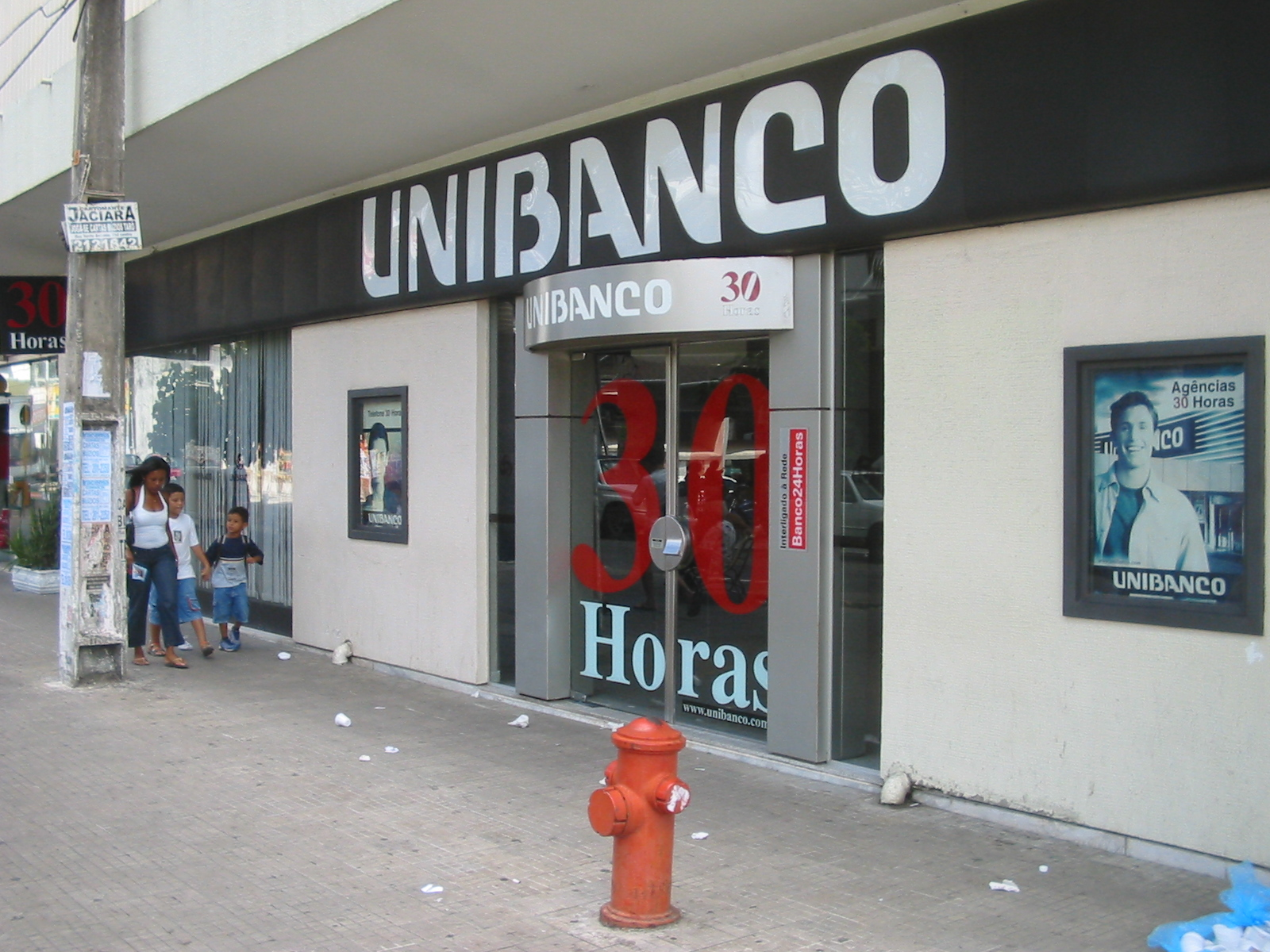
巴西北里約格朗德納塔爾的巴西聯合銀行支行

巴西聯合銀行（Unibanco）是曾經的一個巴西私人銀行，由胡安·莫雷拉·薩勒斯創立於1924年，
2008年1月2日，巴西聯合銀行與巴西第二大私人銀行巴西伊塔乌投资银行宣佈啟動合併計劃， 2009年2月末巴西中央銀行批准其合併。

## 外部連結
- 官方網站：unibanco.com.br （页面存档备份，存于），現已自動重定向到www.itau.com.br （页面存档备份，存于）